# Jarrett Culver
Jarrett Culver (Lubbock, 20 febbraio 1999) è un cestista statunitense, professionista nella NBA.

## Caratteristiche tecniche
Di ruolo guardia, può essere adattato a giocare da ala piccola ed è un ottimo difensore. Dispone di una buona visione di gioco.

## Carriera
Dopo essersi dichiarato eleggibile per il Draft NBA 2019, viene selezionato come sesta scelta dai Phoenix Suns, che la sera stessa lo hanno girato ai Minnesota T'wolves in cambio di Dario Šarić e dell'undicesima scelta assoluta al draft. La trade venne completata ufficialmente il 6 luglio. L’8 luglio, i Minnesota Timberwolves annunciato di aver firmato Culver. Il 23 ottobre 2019, Culver fa il suo debutto dalla panchina nella vittoria all’overtime 127-126 sui  Brooklyn Nets mettendo a referto 4 punti, 2 assist e 1 rubata.
È fratello di Trey Culver, atleta professionista nella disciplina del salto in alto.

## Statistiche

### NCAA
| Anno      | Squadra         | PG | PT | MP   | TC%  | 3P%  | TL%  | RP  | AP  | PRP | SP  | PP   |
| --------- | --------------- | -- | -- | ---- | ---- | ---- | ---- | --- | --- | --- | --- | ---- |
| 2017-2018 | TTU Red Raiders | 37 | 20 | 26,4 | 45,5 | 38,2 | 64,8 | 4,8 | 1,8 | 1,1 | 0,7 | 11,2 |
| 2018-2019 | TTU Red Raiders | 38 | 38 | 32,5 | 46,1 | 30,4 | 70,7 | 6,4 | 3,7 | 1,5 | 0,6 | 18,5 |
| Carriera  | Carriera        | 75 | 58 | 29,5 | 45,9 | 34,1 | 68,7 | 5,6 | 2,8 | 1,3 | 0,6 | 14,9 |

#### Massimi in carriera
- Massimo di punti: 31 vs Iowa State (9 marzo 2019)[2]
- Massimo di rimbalzi: 16 vs Iowa State (16 gennaio 2019)
- Massimo di assist: 7 (3 volte)
- Massimo di palle rubate: 6 vs Rice (16 dicembre 2017)
- Massimo di stoppate: 3 (2 volte)
- Massimo di minuti giocati: 41 vs Virginia (8 aprile 2019)

### NBA

#### Regular season
| Anno      | Squadra            | PG  | PT | MP   | TC%  | 3P%  | TL%  | RP  | AP  | PRP | SP  | PP  |
| --------- | ------------------ | --- | -- | ---- | ---- | ---- | ---- | --- | --- | --- | --- | --- |
| 2019-2020 | Minnesota T'wolves | 63  | 35 | 23,9 | 40,4 | 29,9 | 46,2 | 3,4 | 1,7 | 0,9 | 0,6 | 9,2 |
| 2020-2021 | Minnesota T'wolves | 34  | 7  | 14,7 | 41,1 | 24,5 | 60,4 | 3,1 | 0,7 | 0,5 | 0,3 | 5,3 |
| 2021-2022 | Memphis Grizzlies  | 37  | 0  | 9,1  | 37,8 | 25,5 | 47,1 | 1,3 | 0,9 | 0,5 | 0,1 | 3,5 |
| 2022-2023 | Atlanta Hawks      | 10  | 1  | 13,7 | 39,5 | 8,3  | 69,2 | 3,8 | 0,6 | 0,6 | 0,2 | 4,4 |
| Carriera  | Carriera           | 144 | 43 | 17,2 | 40,1 | 27,6 | 50,9 | 2,8 | 1,2 | 0,7 | 0,4 | 6,5 |

#### Play-off
| Anno | Squadra           | PG | PT | MP  | TC%  | 3P% | TL%  | RP  | AP  | PRP | SP  | PP  |
| ---- | ----------------- | -- | -- | --- | ---- | --- | ---- | --- | --- | --- | --- | --- |
| 2022 | Memphis Grizzlies | 3  | 0  | 7,4 | 30,0 | 0,0 | 50,0 | 2,3 | 0,3 | 0,7 | 0,0 | 2,3 |

#### Massimi in carriera
- Massimo di punti: 26 vs Toronto Raptors (18 gennaio 2020)[3]
- Massimo di rimbalzi: 12 vs Orlando Magic (30 novembre 2022)
- Massimo di assist: 7 vs Memphis Grizzlies (6 novembre 2019)
- Massimo di palle rubate: 4 vs Cleveland Cavaliers (5 gennaio 2020)
- Massimo di stoppate: 3 (2 volte)
- Massimo di minuti giocati: 38 vs Brooklyn Nets (30 dicembre 2019)